# Compañía Danesa de las Indias Occidentales y Guinea
La Compañía Danesa de las Indias Occidentales y Guinea (en danés: Dansk Vestindien og Guinea Kompagni) era una empresa comercial privilegiada que operaba bajo la soberanía del entonces Reino de Dinamarca y Noruega y había sido fundada el 11 de marzo de 1671 por el soberano Cristián V. Se estima que 120.000 africanos esclavizados fueron transportados en los barcos de la compañía. Fundada como Compañía Danesa de África (Dansk afrikanske kompagni) en 1659, se incorporó a la Compañía Danesa de las Indias Occidentales en 1671.
El nombre geográfico danés para esta colonia centroamericana era Jomfruøerne (Islas Vírgenes), conocidas actualmente como Islas Vírgenes de los Estados Unidos.

## Historia
Véase también: Historia de las Islas Vírgenes de los Estados Unidos

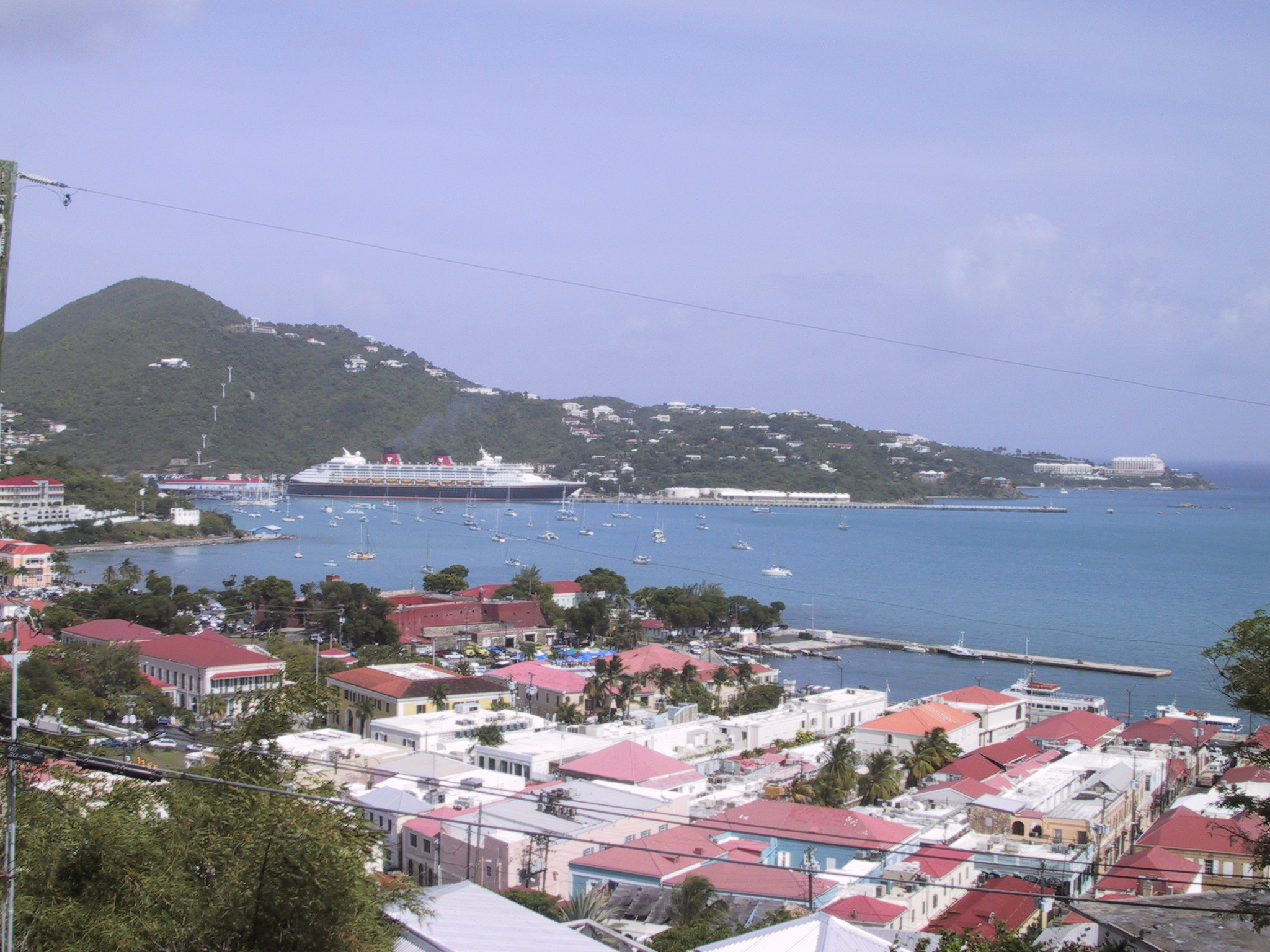
Vista de Charlotte Amalie en la Isla de St. Thomas.

En marzo de 1659, la Compañía Danesa de África se fundó en Glückstadt por Hendrik Carloff, de origen finlandés; dos neerlandeses, Isaac Coymans y Nicolaes Pancras; y dos comerciantes alemanes, Vincent Klingenberg y Jacob del Boe. Su mandato incluía el comercio con la Costa de Oro danesa, en la actual Ghana. En 1671, la Compañía de África se incorporó a la Compañía Danesa de las Indias Occidentales. La Compañía se organizó el 20 de noviembre de 1670 y fue formalmente constituida por el rey Cristián V el 11 de marzo de 1671.
Los daneses se establecieron en Santo Tomás en 1668. La primera colonización exitosa de San Tomás empleó barcos de la Armada Real Dano-Noruega, el yate Den forgyldte Krone y la fragata Færøe (en referencia a las islas, aunque a menudo se traduce erróneamente como Faraón). Sin embargo, la compañía rápidamente comenzó a emplear sus propios barcos, recurriendo ocasionalmente a la armada real para escolta y protección. A partir del 30 de agosto de 1680, pasó a conocerse como la Compañía de las Indias Occidentales y Guinea. Al principio, la compañía tuvo dificultades para ser rentable, pero con el tiempo comenzó a aumentar sus ingresos mediante el aumento de los impuestos y la importación directa de todas las exportaciones coloniales a Copenhague. San Juan fue comprado en 1718 y Santa Cruz a los franceses en 1733.
En los siglos XVII y XVIII, la compañía prosperó gracias a las rutas comerciales triangulares del Atlántico Norte. Los esclavos de la Costa de Oro de África se intercambiaban por melaza y ron en las Indias Occidentales.

### Cierre y resurgimiento
La compañía administró las colonias hasta 1754, cuando la Cámara de Ingresos del gobierno danés asumió el control. De 1760 a 1848, el órgano rector se conocía como Vestindisk-guineiske rente- og generaltoldkammer.
Frederik Bargum restableció la compañía como Det Guineiske kompagni mediante resolución real del 18 de marzo de 1765 para mantener el comercio con las colonias danesas de la Costa de Oro. En noviembre, recibieron los fuertes de Christiansborg y Fredensborg durante 20 años. Sin embargo, la compañía nunca disfrutó de un monopolio comercial como la Compañía Neerlandesa de las Indias Occidentales. La competencia comercial se mantuvo entre todas las compañías danesas, noruegas, de Schleswig y de Holstein.
La compañía, con problemas financieros, fue liquidada el 22 de noviembre de 1776. En previsión de esto, el gobierno dano-noruego tomó el control de los fuertes concedidos entre agosto y septiembre de 1775. Bargum había huido del país para escapar de sus acreedores en 1774.

## Sellos Postales

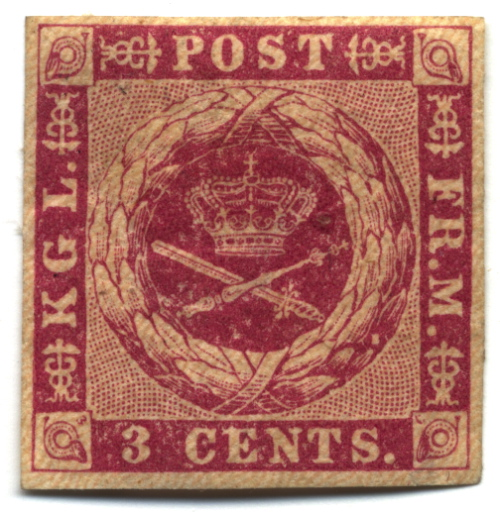
3 cent stamp, 1866.

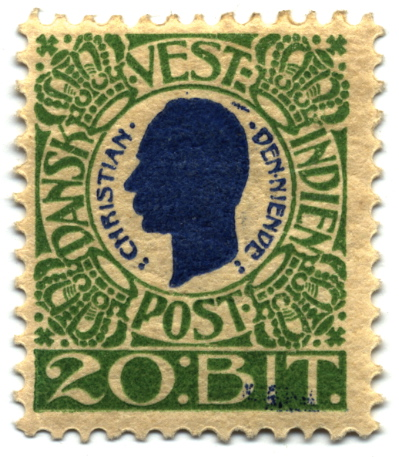
20 bit stamp, 1905.

El primer Sello Postal de las Indias Occidentales Danesas fue publicado en 1856, tenía el mismo diseño de las estampillas de Dinamarca, con el escudo de armas, pero con la denominación 3 centavos en color carmín oscuro sobre un papel amarillento.